# ブラッドベリ (小惑星)
ブラッドベリ (9766 Bradbury) は、小惑星帯に位置する小惑星。アリゾナ大学のスペースウォッチプロジェクトにより発見された。
アメリカ合衆国のSF作家レイ・ブラッドベリから命名された。